# Листон, Сонни
Чарльз Л. Листон (англ. Charles L. Liston), более известный как Сонни Листон (англ. Sonny Liston; 8 мая 1932, Сэнд-Слу, Арканзас, — 30 декабря 1970, Лас-Вегас, Невада) — американский боксер-профессионал, чемпион мира в тяжёлом весе. Занимает 27-е место в рейтинге лучших боксеров всех времен и народов вне зависимости от весовой категории по версии BoxRec с 592,7 баллами.
При росте в 185 см обладал непропорционально длинными руками (размах — 213 см, что уступает лишь нескольким чемпионам). Также имел самые большие кулаки среди тяжеловесов (38 см; этот рекорд продержался до появления на ринге Николая Валуева). По причине более развитых мышц левой руки и сокрушительного джеба было широко распространено мнение, что Листон — левша, использующий при этом классическую праворукую стойку.
Прототип Клаббера Лэнга в фильме «Рокки 3».

## Биография

### Ранние годы
Его матерью была Элен Баскин, отцом Листона был испольщик Тоуб Листон, работавший на плантации Морледж в Джонсон-Тауншипе, округ Сент-Фрэнсис, штат Арканзас. Сонни был 24-м ребёнком в семье из 25 детей и в детстве часто подвергался избиениям. В 13 лет он бежал от отца и автостопом добрался до Сент-Луиса, где проживали его мать и двоюродные братья.
Будучи подростком, был приговорён к тюремному заключению за участие в вооруженном ограблении бензоколонки. Его талант боксёра обнаружил католический священник, по ходатайству которого в ночь Хеллоуина 1952 года Листон был условно-досрочно освобожден. За время своей краткой любительской карьеры, продлившейся менее года, победил в нескольких турнирах, в том числе в турнире «Золотые перчатки». Одной из его жертв был олимпийский чемпион в тяжёлом весе Эд Сандерс.

### Карьера профессионала
2 сентября 1953 года состоялся дебют Листона в качестве профессионала. Бой проходил в Сент-Луисе, где Листон провел первые пять поединков. Соперник Листона Дон Смит был нокаутирован в первом раунде.
Следующий бой Листона с Джоном Саммерлином проходил в Детройте и транслировался по национальному телевидению. Он был восьмираундовым и закончился победой Листона по очкам. Позже Листон выиграл у Саммерлина матч-реванш.
7 сентября 1954 года он потерпел своё первое поражение в схватке с джорнименом Марти Маршаллом. С самого начала Маршалл откровенно бегал от Листона по рингу, пока в третьем раунде тот не зашёлся в хохоте, в тот же момент Маршалл подскочил к нему и нанес удар, от которого челюсть Листона треснула. Несмотря на боль, Листон провел все восемь раундов, но в итоге проиграл по очкам.
В 1955 году выиграл шесть боев, из них пять — нокаутом, в том числе матч-реванш с Маршаллом, завершившийся в шестом раунде.
В 1956 году одержал победу по очкам в третьей десятираундовой встрече с Маршаллом, а в мае того же года был арестован за избиение офицера полиции. Был приговорён к девяти месяцам тюрьмы и через шесть месяцев условно-досрочно освобожден с запретом на проведение матчей в течение года.
В 1958 году, вернувшись в бокс, одержал восемь побед. 1959 год стал для Листона удачным — он нокаутировал всех четырёх соперников, в том числе Майка Де Джона в шестом, Кливленда Уильямса в третьем и Нино Вальдеса также в третьем раунде. Несмотря на неуклонное продвижение Листона в рейтинге, он никак не мог добиться встречи с чемпионом мира Флойдом Паттерсоном, чье окружение активно распространяло слухи о связи Листона с мафией.
В 1960 году победил в пяти схватках, в том числе в матче-реванше с Уильямсом, который длился всего два раунда. Также нокаутировал Роя Харриса (в первом раунде) и Зору Фолли (в третьем раунде). Эдди Мэчен продержался все 12 раундов и оказался первым, кого Листон удостоил тенью сочувствия, снисходительно потрепав по плечу после боя.

### Паттерсон — Листон
В 1962 году наконец-то подписал контракт о поединке с Паттерсоном в Нью-Йорке, однако нью-йоркская боксёрская комиссия, сославшись на судимости Листона, запретила проведение матча. В результате бой был перенесен в чикагский Комиски-Парк. Листон и Паттерсон встретились 25 сентября и Листон стал чемпионом мира, нокаутировав Паттерсона в первом раунде.
Победа, однако, не прибавила Листону популярности и он был сильно расстроен тем, что по возвращении в Филадельфию репортеры и фанаты не встречали его в аэропорту.
Паттерсон и Листон условились о матче-реванше, состоявшемся 22 июля 1963 года в Лас-Вегасе. Этот бой длился на две секунды дольше их первого боя и вновь закончился нокаутом Паттерсона в первом раунде.

### Листон — Клей
В следующий раз вышел на ринг лишь 25 февраля 1964 года в Майами против Кассиуса Клея, считаясь фаворитом (ставки на Листона равнялись 8 к 1). Перед началом седьмого раунда Листон поверг публику в шок, отказавшись выйти из своего угла и заявив, что он повредил плечо. Тем самым титул чемпиона перешёл к Клею.
25 мая 1965 года состоялся матч-реванш против Клея, к тому времени сменившего имя на Мохаммед Али. Местом встречи должен был стать Бостон, но за неделю до боя Али был госпитализирован с грыжей. Матч был перенесен в Льюистон, штат Мэн.
На второй минуте боя Али отправил соперника на настил. Удар был без размаха и казался несильным. Однако Листон неуклюже упал на спину, распластавшись на ковре, а торжествующий Али заорал: «Встань, молокосос, встань и дерись!».
На ринге начало твориться нечто невообразимое. Несколько зрителей перелезли через канаты, осыпая поверженного Листона проклятиями. Орал не отходя и Али, и рефери Джерси Джо Уолкотт не мог открыть счет, а окончательно раздавленный Листон даже не пытался подняться.
Уолкотт наконец-то затолкал Али в угол. Листон нехотя поднялся, и бойцы возобновили схватку. В тот же момент Нат Флейшер, редактор журнала The Ring, размахивая секундомером, закричал, что Листон пробыл на полу 17 секунд. Вконец ошалевший, Уолкотт бросил дерущихся боксёров и пошёл объясняться с Флейшером, хотя тот не имел ни малейшего права влиять на события на ринге.
Теперь уже публика потешалась. Рефери о чём-то горячо толковал с редактором, а бесхозные Али и Листон молотили друг друга. Наконец Уолкотт вернулся, встал между боксёрами и объявил о поражении Листона.
Фото нокдауна этого боя является одной из наиболее тиражируемых в истории прессы, и было помещено на обложку специального выпуска журнала Sports Illustrated «Величайшие спортивные фото века».

### Последующие бои
После второго поражения от Али Листон устроил себе год отдыха. В 1966—1967 годах, взяв в промоутеры бывшего чемпиона мира в тяжёлом весе Ингемара Юханссона, выиграл нокаутом четыре боя в Швеции — в том числе встречу с Эймосом Джонсоном, год назад победившим англичанина Генри Купера.
В 1968 году были выиграны семь боев нокаутом (один из них состоялся в Мексике) — среди поверженных оказался молодой перспективный Генри Кларк, занимавший в тот момент пятую позицию в рейтинге и нокаутированный в седьмом раунде. Этот бой показывался по Эй-би-си и был первым матчем Листона после поражения от Али, транслировавшимся в Америке.
В 1969 году записал в свой актив три победы, в том числе десятираундовый бой с Билли Джойнером в Сент-Луисе, выигранный по очкам.
В декабре в Лас-Вегасе состоялась встреча с Леотисом Мартином за новый вакантный титул NABF. Листон, доминировавший на ринге все время поединка, в девятом раунде был послан в нокаут. Мартин после этого матча завершил карьеру из-за отслоения сетчатки.
В июне 1970 года встретился с Чаком Уэпнером. Превосходя противника в росте примерно на 12 сантиметров, Уэпнер вместо традиционного для высоких боксёров аутфайтерского стиля боксировал в стиле браулера, однако это дало преимущество Листону, который в ходе боя сломал Уэпнеру нос и скулу. После боя Чаку понадобилось 72 шва, чтобы остановить обильное кровотечение лица, и к Уэпнеру приклеилось прозвище «Байоннский кровопускатель» (англ. Bayonne Bleeder). Из-за травм, полученных в поединке, Уэпнер всерьез думал о завершении карьеры, но всё же решил продолжить выступления.

### Смерть
Вскоре Листон начал переговоры о проведении в Питтсбурге боя с Джорджем Чувало. 5 января 1971 года жена Листона обнаружила его мёртвым в их лас-вегасском доме. Согласно заключению экспертов смерть наступила за 6-8 дней до этого, и официальной датой смерти Листона считается 30 декабря. Полицейское расследование не выявило никаких признаков насильственной смерти.
Причина смерти Листона остаётся загадкой. Согласно протоколу осмотра, на правой руке Листона имелись следы уколов, рядом с телом лежал шприц, а на кухне находились пакетики с героином. На основании этого официальной версией причины смерти стала передозировка героина. Однако вскрытие показало, что уровень морфина и кодеина в крови Листона слишком мал для передозировки.
Некоторые, однако, считали, что полицейское расследование скрыло часть деталей, и истинная причина смерти Листона не установлена. В подтверждение этого приводится факт наличия у Листона фобии в отношении игл (после победы над Паттерсоном планировался тур показательных выступлений Листона в Европе, но он отказался от них, узнав о необходимости прививок перед поездкой за рубеж). Жена Листона также сообщила, что её муж, простужаясь, отказывался от основных медицинских процедур из-за своей неприязни к иглам. Это, в сочетании с тем фактом, что Листон никогда не был замечен в употреблении наркотиков, породило слухи об убийстве Листона его знакомыми из организованной преступности.
Кроме того, властям не удалось найти никаких других принадлежностей для инъекций наркотиков, позволяющих допустить передозировку — как, например, ложку со следами героина или жгут для пережатия вены. Это только прибавляло таинственности вокруг его смерти.
Один из друзей Листона сообщил, что за несколько недель до смерти Листон попал в аварию. С незначительными травмами он был отправлен в больницу, где его лечили внутривенными препаратами. Эти уколы, видимо, и были приняты за следы принятия Листоном героина.
Листон похоронен на кладбище Пэрэдайз-Мемориал-Гарден в Лас-Вегасе. Эпитафия на надгробии состоит всего из одного слова — «Человек» (ориг. «A Man»).
В списке 100 лучших панчеров всех времен по версии журнала The Ring Листон занял 15-е место.

## В популярной культуре
- В 2009 году был снят фильм «Призрачный удар», рассказывающий о жизни Сонни Листона.
- Восковая статуя Листона в своём боксёрском халате, экспонировавшаяся в музее мадам Тюссо, стоит слева от восковой статуи Джорджа Харрисона на обложке альбома 1967 года Sgt. Pepper's Lonely Hearts Club Band группы «The Beatles».
- Играл роль-камео в фильме 1968 года «Голова» с участием «The Monkees».
- В 1970 году снялся в фильме «Лунный огонь» в роли фермера.
- В 60-х годах совместно с Энди Уорхолом снялся в рекламе авиакомпании «Braniff Airlines».
- Один из тех, кому Джерри Спинелли посвятил роман «Звёздная девочка».
- Является персонажем романа Джеймса Эллроя «Холодные шесть тысяч». В романе Листон употребляет не только алкоголь, но и таблетки, и является инфорсером героиновой мафии в Лас-Вегасе.
- В 2004 году Брайан Де Видо выпустил роман «Каждый раз я разговариваю с Листоном» о боксёре, перед своими боями приходящем за моральной поддержкой на могилу Листона.
- «Моим другом был Сонни Листон» — название сборника 2000 коротких рассказов американского прозаика Тома Джонса.
- Упоминается в романе Хантера С. Томпсона «Страх и отвращение в Лас-Вегасе. Дикое путешествие в сердце американской мечты»: «Сообщение о двух пушерах героина в белом кадиллаке с откидным верхом, мотавших взад и вперёд по Бульвару, стремавших и оскорблявших абсолютно незнакомых им заезжих туристов, на первый взгляд покажется абсурдом. Даже Сонни Листон не заходил так далеко в своём беспределе».
- Рэдд Фокс в своём комедийном альбоме Live and Dirty, vol. 1 исказил (случайно или намеренно — неизвестно) имя боксёра как «Сонни Листер».
- В 23-й серии первого сезона телесериала «Мунстры» «Следуй за Мунстром» (вышедшей 25 февраля 1965 года) Лили называет себя Сонни Листоном в тот момент, когда Герман, получив от неё удар в челюсть, оказывается на полу.
- В первой серии шестого сезона сериала «Клиника» «Мое зеркальное отражение» уборщик, разговаривая с пожилым пациентом, рассказал, что когда он гарпунил кита, кит пошёл вниз, как Листон.
- В фильме «Спящие» постер Листона висит в квартире отца Бобби.
- В телешоу «E-Ring» участвует персонаж по имени Саманта «Сонни» Листон.
- Упоминается в песнях таких групп и певцов, как «Sun Kil Moon», «The Animals», Том Петти, Марк Нопфлер, Фил Оукс, Моррисси, «The Mountain Goats», Фредди Блом, Чак Э. Вайс, «This Bike is a Pipe Bomb» и «Nick Cave and the Bad Seeds».
- Одна из песен альбома 2004 года Марка Нопфлера Shangri-La называется «Song For Sonny Liston».
- Упоминается в песне «Glenn Tipton» группы «Sun Kil Moon», имеющейся также на сольном концертном альбоме 2006 года Little Drummer Boy Марка Козелека: «Cassius Clay was hated more than Sonny Liston. Some like KK Downing more than Glenn Tipton. Some like Jim Nabors, some Bobby Vinton. I like 'em all…»
- Упоминается в песне «Don’t Feel Right» группы «The Roots»: «And that’s the reason we livin' where they don’t wanna visit, where the dope’s slang and keep swingin' like Sonny Liston».
- Упоминается в песне «Triumph» группы «Wu-Tang Clan»: «Sound convincing, thousand dollar court by convention, hands like Sonny Liston».
- Упоминается в песне «Born Bad» группы «Gone Jackals»: «I dodged a sucker punch and dropped a bomb, like Liston, on an animal hunch».
- Упоминается в песне «We Didn’t Start the Fire» Билли Джоэла: строчка «Liston beats Patterson».
- Упоминается в песне «Love Love Love» группы «The Mountain Goats»: «And Sonny Liston rubbed some tiger balm into his glove…»
- Упоминается в песне «Badman» группы «Roll Deep»: «Youths go missing in the system, get banged up like Sonny Liston».
- Упоминается в песне «Babe, I’m On Fire» с альбома 2004 года Nocturama группы «Nick Cave and the Bad Seeds».
- В декабре 1963 года был изображён на обложке журнала Esquire в образе Санта-Клауса (фотограф: Карл Фишер/Carl Fischer). По словам Джорджа Лоиса/George Lois (арт-директора с Мэдисон-авеню и человека, которому принадлежит идея обложки) Мухаммед Али, увидев обложку и зная о криминальном прошлом СЛ, сказал: «Джордж, этого черного ублюдка Америка хотела бы видеть последним, кто спустится по дымоходу».
- Упоминается в песне «Save You From the Fire: I’m winning this fight like Ali vs. Liston» группы «UCL».
- Упоминается в песне «Swingin'» с альбома 1999 года Echo группы «Tom Petty and the Heartbreakers».
- Листону посвящён альбом французской группы «10 Rue d' la Madeleine» «Comme Sonny cogne».
- Майк Тайсон назвал Сонни Листона самым страшным бойцом в истории: «Нет лучше него, он монстр»[5].

## Результаты боев
| Бой | Дата       | Соперник               | Судья              | Место боя                                           | Раундов | Результат | Дополнительно |
| --- | ---------- | ---------------------- | ------------------ | --------------------------------------------------- | ------- | --------- | ------------- |
| 54  | 1970-06-29 | Чак Уэпнер             | Барни Феликс       | Джерси-Сити Эрмори, Джерси-Сити, Нью-Джерси, США    | 10      | Победа    | ТКО10         |
| 53  | 1969-12-06 | Леотис Мартин          | Майк Каплан        | Интернэшнл Хотэл Энд Казино, Лас-Вегас, Невада, США | 12      | Поражение | KO9           |
| 52  | 1969-09-23 | Сонни Мур              |                    | Сэм Хьюстон Колизеум, Хьюстон, Техас, США           | 10      | Победа    | КО3           |
| 51  | 1969-05-19 | Джордж Джонсон         | Гарольд Краузе     | Конвеншн Холл, Лас-Вегас, Невада, США               | 10      | Победа    | TKO7          |
| 50  | 1969-03-28 | Билли Джойнер          |                    | Кил Аудиториум, Сент-Луис, Миссури, США             | 10      | Победа    | UD10          |
| 49  | 1968-12-10 | Эймос Линкольн         | Бенни Голдштейн    | Сивик Сентер, Балтимор, Мэриленд, США               | 10      | Победа    | КО2           |
| 48  | 1968-11-12 | Роджер Рисчер          | Бак Мактирнен      | Сивик Арена, Питтсбург, Пенсильвания, США           | 15      | Победа    | КО3           |
| 47  | 1968-11-03 | Уиллис Ирлс            |                    | Булл Ринг, Сьюдад-Хуарес, Чиуауа, Мексика           | 10      | Победа    | КО2           |
| 46  | 1968-10-14 | Сонни Мур              |                    | Ветеранс Мемориал Колизеум, Феникс, Аризона, США    | 10      | Победа    | TKO3          |
| 45  | 1968-07-06 | Генри Кларк            | Фрэнки Картер      | Коу Пэлас, Сан-Франциско, Калифорния, США           | 10      | Победа    | TKO7          |
| 44  | 1968-05-23 | Билли Джойнер          | Джон Томас         | Олимпик Аудиториум, Лос-Анджелес, Калифорния, США   | 10      | Победа    | RTD7          |
| 43  | 1968-03-16 | Билл Макмюррей         | Дэви Пирл          | Колизеум, Рино, Невада, США                         | 10      | Победа    | KO4           |
| 42  | 1967-04-28 | Элмер Раш              | Гарри Гиббс        | Йоханнесхов, Стокгольм, Швеция                      | 10      | Победа    | TKO6          |
| 41  | 1967-03-30 | Дэйв Бэйли             |                    | Мяссхаллен, Гётеборг, Швеция                        | 10      | Победа    | КО1           |
| 40  | 1966-08-19 | Эймос Джонсон          | Бенгт Алмквист     | Уллеви, Гётеборг, Швеция                            | 10      | Победа    | КО3           |
| 39  | 1966-07-01 | Герхард Цех            |                    | Йоханнесхов, Стокгольм, Швеция                      | 10      | Победа    | КО7           |
| 38  | 1965-05-25 | Мохаммед Али           | Джерси Джо Уолкотт | Сент-Доминик Холл, Льюистон, Мэн, США               | 15      | Поражение | КО1           |
| 37  | 1964-02-25 | Кассиус Клей           | Барни Феликс       | Конвеншн Холл, Майами, Флорида, США                 | 15      | Поражение | RTD7          |
| 36  | 1963-07-22 | Флойд Паттерсон        | Гарольд Краузе     | Конвеншн Сентер, Лас-Вегас, Невада, США             | 15      | Победа    | KO1           |
| 35  | 1962-09-25 | Флойд Паттерсон        | Фрэнк Сикора       | Комиски Парк, Чикаго, Иллинойс, США                 | 15      | Победа    | KO1           |
| 34  | 1961-12-04 | Альберт Вестфаль       | Зак Клейтон        | Конвеншн Холл, Филадельфия, Пенсильвания, США       | 10      | Победа    | KO1           |
| 33  | 1961-07-26 | Говард Кинг            | Сай Готфрид        | Аудиториум, Майами, Флорида, США                    | 10      | Победа    | TKO3          |
| 32  | 1960-09-07 | Эдди Мэчен             | Уайти Домстэд      | Сикс Стэдиум, Сиэтл, Вашингтон, США                 | 12      | Победа    | UD12          |
| 31  | 1960-07-18 | Зора Фолли             |                    | Колизеум, Денвер, Колорадо, США                     | 12      | Победа    | КО3           |
| 30  | 1960-04-25 | Рой Харрис             | Джимми Уэбб        | Сэм Хьюстон Колизеум, Хьюстон, Техас, США           | 10      | Победа    | ТКО1          |
| 29  | 1960-03-21 | Кливленд Уильямс       | Эрни Тейлор        | Сэм Хьюстон Колизеум, Хьюстон, Техас, США           | 10      | Победа    | TКО2          |
| 28  | 1960-02-23 | Говард Кинг            |                    | Аудиториум, Майами, Флорида, США                    | 10      | Победа    | TKO8          |
| 27  | 1959-12-09 | Вилли Бесманофф        | Майк Миннич        | Арена, Кливленд, Огайо, США                         | 10      | Победа    | ТКО7          |
| 26  | 1959-08-05 | Нино Вальдес           | Берни Вайсман      | Чикаго Стэдиум, Чикаго, Иллинойс, США               | 10      | Победа    | КО3           |
| 25  | 1959-04-15 | Кливленд Уильямс       | Джимми Пирлесс     | Аудиториум, Майами, Флорида, США                    | 10      | Победа    | TКО3          |
| 24  | 1959-02-18 | Майк Де Джон           | Джимми Пирлесс     | Эксхибишн Холл, Майами, Флорида, США                | 10      | Победа    | ТКО6          |
| 23  | 1958-11-18 | Эрни Кэб               |                    | Аудиториум, Майами, Флорида, США                    | 10      | Победа    | TKO8          |
| 22  | 1958-10-24 | Берт Уайтхерст         | Гарри Кесслер      | Арена, Сент-Луис, Миссури, США                      | 10      | Победа    | UD10          |
| 21  | 1958-10-07 | Фрэнки Дэниэлс         |                    | Аудиториум, Майами, Флорида, США                    | 10      | Победа    | КО1           |
| 20  | 1958-08-06 | Уэйн Бези              | Берни Вайсман      | Чикаго Стэдиум, Чикаго, Иллинойс, США               | 10      | Победа    | TKO1          |
| 19  | 1958-05-14 | Хулио Медерос          | Берни Вайсман      | Чикаго Стэдиум, Чикаго, Иллинойс, США               | 10      | Победа    | RTD2          |
| 18  | 1958-04-03 | Берт Уайтхерст         |                    | Кил Аудиториум, Сент-Луис, Миссури, США             | 10      | Победа    | PTS10         |
| 17  | 1958-03-11 | Бен Уайз               |                    | Мидуэст Гимназиум, Чикаго, Иллинойс, США            | 8       | Победа    | TКО4          |
| 16  | 1958-01-29 | Билли Хантер           |                    | Чикаго Стэдиум, Чикаго, Иллинойс, США               | 6       | Победа    | ТКО2          |
| 15  | 1956-03-06 | Марти Маршалл          | Бак Мактирнен      | Питтсбург Гарденс, Питтсбург, Пенсильвания, США     | 10      | Победа    | UD10          |
| 14  | 1955-12-13 | Ларри Уотсон           |                    | Элнэд Тэмпл, Ист-Сент-Луис, Иллинойс, США           | 10      | Победа    | ТКО4          |
| 13  | 1955-09-13 | Джонни Грей            |                    | Виктори Филд, Индианаполис, Индиана, США            | 10      | Победа    | ТКО6          |
| 12  | 1955-05-25 | Келвин Батлер          |                    | Арена, Сент-Луис, Миссури, США                      | 8       | Победа    | ТКО2          |
| 11  | 1955-05-05 | Эмиль Бртко            |                    | Дьюкизн Гарденс, Питтсбург, Пенсильвания, США       | 10      | Победа    | ТКО5          |
| 10  | 1955-04-21 | Марти Маршалл          |                    | Кил Аудиториум, Сент-Луис, Миссури, США             | 10      | Победа    | TKO6          |
| 9   | 1955-03-01 | Нейл Уэлч              |                    | Мэйсоник Тэмпл, Сент-Луис, Миссури, США             | 8       | Победа    | PTS8          |
| 8   | 1954-09-07 | Марти Маршалл          |                    | Мотор Сити Арена, Детройт, Мичиган, США             | 8       | Поражение | SD8           |
| 7   | 1954-08-10 | Джонни Саммерлин       |                    | Мотор Сити Арена, Детройт, Мичиган, США             | 8       | Победа    | SD8           |
| 6   | 1954-06-29 | Джонни Саммерлин       |                    | Мотор Сити Арена, Детройт, Мичиган, США             | 8       | Победа    | UD8           |
| 5   | 1954-03-31 | Стэнли Хаулетт         |                    | Арена, Сент-Луис, Миссури, США                      | 6       | Победа    | PTS6          |
| 4   | 1954-01-25 | Мартин Ли              |                    | Мэйсоник Тэмпл, Сент-Луис, Миссури, США             | 6       | Победа    | TКО6          |
| 3   | 1953-11-21 | Бенни Томас            |                    | Кил Аудиториум, Сент-Луис, Миссури, США             | 6       | Победа    | SD6           |
| 2   | 1953-09-17 | Понс де Леон[уточнить] |                    | Кил Аудиториум, Сент-Луис, Миссури, США             | 4       | Победа    | PTS4          |
| 1   | 1953-09-02 | Дон Смит               | Джимми Паркер      | Арена, Сент-Луис, Миссури, США                      | 4       | Победа    | TKO1          |